# Пінягіна
Піня́гіна (рос. Пинягина) — присілок у складі Верхотурського міського округу Свердловської області.
Населення — 4 особи (2010, 6 у 2002).
Національний склад населення станом на 2002 рік: росіяни — 100 %.